# Polohy (Polohy)
Polohy (ukrainisch Пологи; russisch Пологи Pologi) ist ein Dorf in der ukrainischen Oblast Saporischschja mit etwa 3200 Einwohnern (2004).

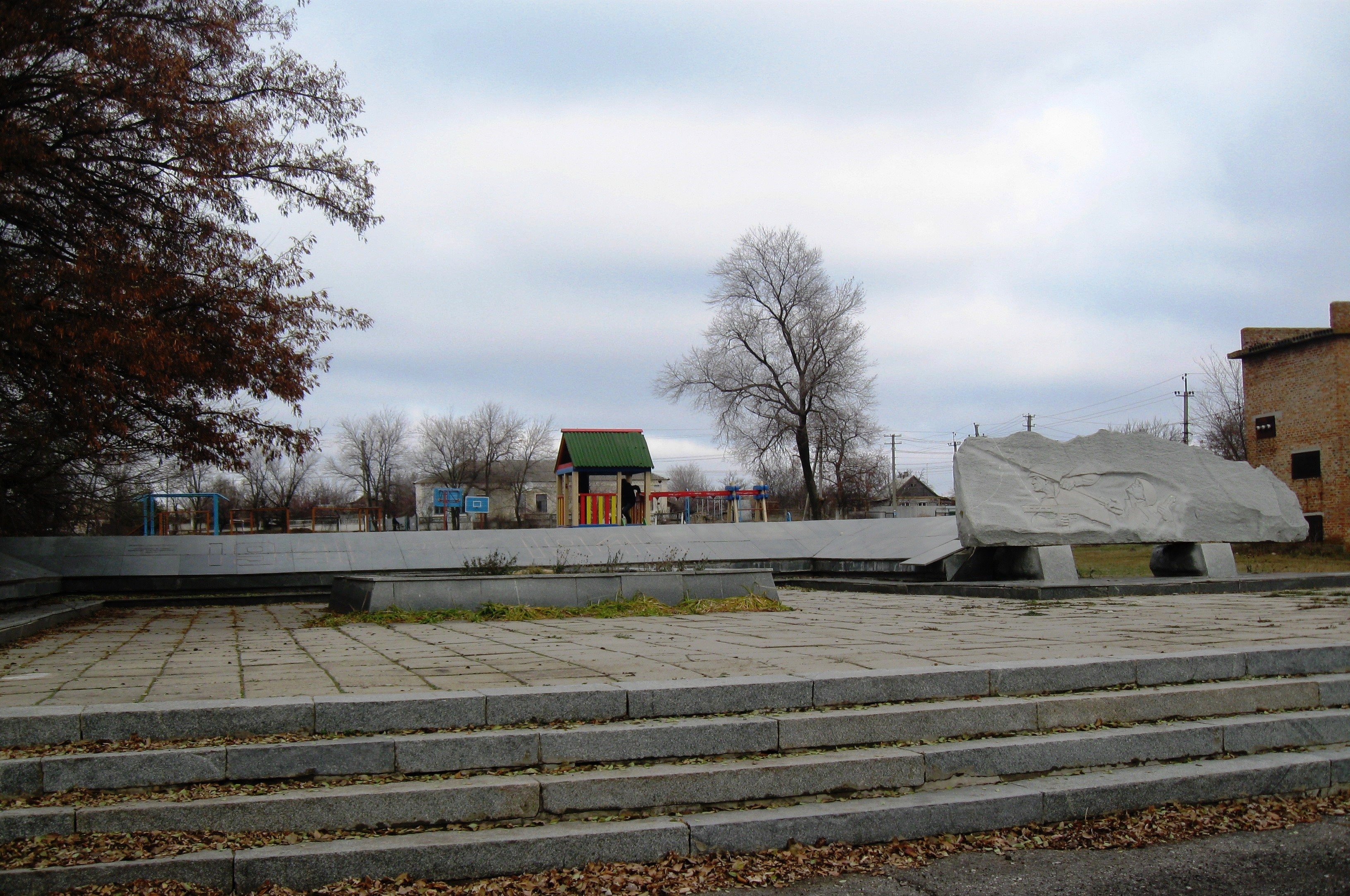
Denkmal im Ort

Das 1795 am rechten Ufer der Kinska gegründete Dorf an der Territorialstraße T–04–01 am gegenüberliegenden Flussufer der gleichnamigen Stadt, dem Rajonzentrum Polohy und etwa 100 km südöstlich vom Oblastzentrum Saporischschja.
Am 12. Juni 2020 wurde das Dorf ein Teil der neugegründeten Stadtgemeinde Polohy, bis dahin bildete es zusammen mit dem westlich angrenzenden Dorf Iwana Franka (Івана Франка) die gleichnamige Landratsgemeinde Polohy (Пологівська сільська рада/Polohiwska silska rada) im Nordwesten des Rajons Polohy.